# 流れ星と恋の雨
「流れ星と恋の雨」（ながれぼしとこいのあめ）は、久保田利伸の36枚目のシングル。2011年7月13日にSME Recordsから発売された。

## 概要
前作「LOVE RAIN 〜恋の雨〜」から1年1ヶ月ぶり、デビュー25周年記念シングル。日本テレビ系「スッキリ」2011年6月度テーマソング。これまでに久保田が発表した楽曲のタイトルやフレーズが歌詞に散りばめられている。ミュージック・ビデオが収録されたDVD付初回限定盤と通常盤の2形態で発売。

## 収録曲
作詞・作曲：久保田利伸（特記以外）
1. 流れ星と恋の雨
  - 作詞：久保田利伸・川村真澄
2. ポリ リズム　N.A.M.E. remix
3. 流れ星と恋の雨（Instrumental）

### 初回限定盤DVD
1. 流れ星と恋の雨　MUSIC CLIP